# 時の旅人
『時の旅人』（ときのたびびと）は、1990年に発表された、深田じゅんこ作詞、橋本祥路作曲の混声三部合唱曲である。『夢の世界を』、『遠い日の歌』と並ぶ橋本の代表作の一つで、中学・高校の合唱コンクールなどでの定番曲として人気が高い曲である。
最初はヘ長調で始まり、途中でニ短調（アルトのパートソロ）からニ長調に転調し、最後はト長調で終わる。通常の合唱曲とは異なり、ソプラノが主旋律をずっと歌い続けるということはなく、調が変わるごとに主旋律を歌うパートが変わる曲構成となっている。

## 録音
- 西東京市立明保中学校
  - 2004年『橋本祥路 ベストセレクション ［混声編］』（フォンテック EFCD4078/9）収録

| 第1部 | 第1部      | → | 第2部 （アルトソロ） | 第2部 （アルトソロ） | → | 第3部 | 第3部      | → | 第4部 | 第4部      |
|       | ヘ長調 (F) | → |                      | ニ短調 (Dm)          | → |       | ニ長調 (D) | → |       | ト長調 (G) |